# Металлообрабатывающая промышленность
Металлообрабатывающая промышленность — отрасль обрабатывающей промышленности; включает металлоремонтную (авто-, судо- и т. п.), инструментальную, санитарно-техническую промышленность, производство металлоконструкций, металлофурнитуры, метизов культурно-хозяйственного назначения.
Совместно с машиностроительной отраслью промышленности рассматривается как машиностроительный комплекс.
Занимает ключевую позицию в сфере промышленного производства, поскольку поставляет производственную технологию по металлообработке во все отрасли промышленности и способствует тем самым в существенной мере росту производительности труда в промышленности. 
Предприятия и объединения металлообрабатывающей промышленности могут входить в различные отрасли хозяйства: лесную и деревообрабатывающую, медицинскую промышленность, в разные отрасли машиностроения и др.
Металлообрабатывающее предприятие может выполнять любые работы по обработке металла, от простого резания металла до изготовления высокотехнологичных и сложнотехнических по исполнению изделий и деталей. Предприятия других отраслей промышленности (машиностроительная) могут включать цех металлообработки.
- Металлообработка — процесс работы с металлом, в результате которого из него создаются отдельные металлические узлы или целые конструкции. Обработка металла в листах используется в строительстве домов, машиностроении, строительстве железных дорог, производстве оборудования и кораблей.

## История
Предприятия металлообработки существовали ещё в древние времена, правда, способы обработки металла существенно отличались от современных методов. Древними металлообрабатывающими предприятиями по праву можно считать кузницы. 
В настоящее время ручная металлообработка довольно редко встречается, эту функцию выполняют разнообразные специализированные, многофункциональные станки с программным управлением, которые устанавливают предприятия металлообработки.